# 7e étape du Tour de France 1996
Pour un article plus général, voir Tour de France 1996.
La 7e étape du Tour de France 1996 a eu lieu le 6 juillet 1996 entre la ville de Chambéry et la station de ski Les Arcs sur une distance de 200 km. Elle a été remportée le Français Luc Leblanc (Polti). Il s'impose en solitaire et devance le Suisse Tony Rominger (Mapei-GB) de 47 secondes et l'Autrichien Peter Luttenberger (Carrera Jeans) de 52 secondes. Présent dans un groupe arrivé avec 56 secondes de retard sur le vainqueur du jour, le Russe Evgueni Berzin (Gewiss-Playbus) s'empare du maillot jaune de leader du classement général au détriment de Stéphane Heulot (Gan) qui alors qu'il était décroché du groupe de tête, abandonne au cours de l'étape. Cette étape est également marquée par la défaillance du quintuple tenant du titre, l'Espagnol Miguel Indurain (Banesto) qui franchit la ligne d'arrivée avec plus de quatre minutes de retard.

## Déroulement

### Points distribués
| Sprint intermédiaire Bourgneuf (km 30.5) | Sprint intermédiaire Bourgneuf (km 30.5) | Sprint intermédiaire Bourgneuf (km 30.5) | Sprint intermédiaire Bourgneuf (km 30.5) | Sprint intermédiaire Bourgneuf (km 30.5) |
| ---------------------------------------- | ---------------------------------------- | ---------------------------------------- | ---------------------------------------- | ---------------------------------------- |
|                                          | Coureur                                  | Pays                                     | Équipe                                   | Point(s)                                 |
| 1er                                      | Erik Zabel                               | Allemagne                                | Deutsche Telekom                         | 6                                        |
| 2e                                       | Bo Hamburger                             | Danemark                                 | TVM-Farm Frites                          | 4                                        |
| 3e                                       | Thierry Gouvenou                         | France                                   | Aubervilliers 93-Peugeot                 | 2                                        |
| modifier                                 |                                          |                                          |                                          |                                          |

| Sprint intermédiaire Bourg-Saint-Maurice (km 184) | Sprint intermédiaire Bourg-Saint-Maurice (km 184) | Sprint intermédiaire Bourg-Saint-Maurice (km 184) | Sprint intermédiaire Bourg-Saint-Maurice (km 184) | Sprint intermédiaire Bourg-Saint-Maurice (km 184) |
| ------------------------------------------------- | ------------------------------------------------- | ------------------------------------------------- | ------------------------------------------------- | ------------------------------------------------- |
|                                                   | Coureur                                           | Pays                                              | Équipe                                            | Point(s)                                          |
| 1er                                               | Udo Bölts                                         | Allemagne                                         | Deutsche Telekom                                  | 6                                                 |
| 2e                                                | Laurent Dufaux                                    | Suisse                                            | Festina-Lotus                                     | 4                                                 |
| 3e                                                | Richard Virenque                                  | France                                            | Festina-Lotus                                     | 2                                                 |
| modifier                                          |                                                   |                                                   |                                                   |                                                   |

| Arrivée d'étape Les Arcs (km 200) | Arrivée d'étape Les Arcs (km 200) | Arrivée d'étape Les Arcs (km 200) | Arrivée d'étape Les Arcs (km 200) | Arrivée d'étape Les Arcs (km 200) |
| --------------------------------- | --------------------------------- | --------------------------------- | --------------------------------- | --------------------------------- |
|                                   | Coureur                           | Pays                              | Équipe                            | Point(s)                          |
| 1er                               | Luc Leblanc                       | France                            | Polti                             | 20                                |
| 2e                                | Tony Rominger                     | Suisse                            | Mapei-GB                          | 17                                |
| 3e                                | Peter Luttenberger                | Autriche                          | Carrera Jeans                     | 15                                |
| 4e                                | Richard Virenque                  | France                            | Festina-Lotus                     | 13                                |
| 5e                                | Laurent Dufaux                    | Suisse                            | Festina-Lotus                     | 12                                |
| 6e                                | Abraham Olano                     | Espagne                           | Mapei-GB                          | 10                                |
| 7e                                | Bjarne Riis                       | Danemark                          | Deutsche Telekom                  | 9                                 |
| 8e                                | Fernando Escartin                 | Espagne                           | Kelme-Artiach                     | 8                                 |
| 9e                                | Jan Ullrich                       | Allemagne                         | Deutsche Telekom                  | 7                                 |
| 10e                               | Piotr Ugrumov                     | Lettonie                          | Roslotto-ZG Mobili                | 6                                 |
| modifier                          |                                   |                                   |                                   |                                   |

| Col de la Madeleine (km 80) Hors catégorie | Col de la Madeleine (km 80) Hors catégorie | Col de la Madeleine (km 80) Hors catégorie | Col de la Madeleine (km 80) Hors catégorie | Col de la Madeleine (km 80) Hors catégorie |
| ------------------------------------------ | ------------------------------------------ | ------------------------------------------ | ------------------------------------------ | ------------------------------------------ |
|                                            | Coureur                                    | Pays                                       | Équipe                                     | Point(s)                                   |
| 1er                                        | Richard Virenque                           | France                                     | Festina-Lotus                              | 40                                         |
| 2e                                         | Miguel Indurain                            | Espagne                                    | Banesto                                    | 35                                         |
| 3e                                         | Alex Zulle                                 | Suisse                                     | ONCE                                       | 30                                         |
| 4e                                         | Tony Rominger                              | Suisse                                     | Mapei-GB                                   | 26                                         |
| 5e                                         | Evgueni Berzin                             | Russie                                     | Gewiss-Playbus                             | 22                                         |
| 6e                                         | Peter Luttenberger                         | Autriche                                   | Carrera Jeans                              | 18                                         |
| 7e                                         | Luc Leblanc                                | France                                     | Polti                                      | 16                                         |
| 8e                                         | Laurent Dufaux                             | Suisse                                     | Festina-Lotus                              | 14                                         |
| 9e                                         | Bo Hamburger                               | Danemark                                   | TVM-Farm Frites                            | 12                                         |
| 10e                                        | Patrick Jonker                             | Australie                                  | ONCE                                       | 10                                         |
| modifier                                   |                                            |                                            |                                            |                                            |

| Cormet de Roselend (km 163) 1re catégorie | Cormet de Roselend (km 163) 1re catégorie | Cormet de Roselend (km 163) 1re catégorie | Cormet de Roselend (km 163) 1re catégorie | Cormet de Roselend (km 163) 1re catégorie |
| ----------------------------------------- | ----------------------------------------- | ----------------------------------------- | ----------------------------------------- | ----------------------------------------- |
|                                           | Coureur                                   | Pays                                      | Équipe                                    | Point(s)                                  |
| 1er                                       | Udo Bölts                                 | Allemagne                                 | Deutsche Telekom                          | 30                                        |
| 2e                                        | Laurent Dufaux                            | Suisse                                    | Festina-Lotus                             | 26                                        |
| 3e                                        | Richard Virenque                          | France                                    | Festina-Lotus                             | 22                                        |
| 4e                                        | Bjarne Riis                               | Danemark                                  | Deutsche Telekom                          | 18                                        |
| 5e                                        | Miguel Indurain                           | Espagne                                   | Banesto                                   | 14                                        |
| 6e                                        | Alex Zülle                                | Suisse                                    | ONCE                                      | 12                                        |
| 7e                                        | Tony Rominger                             | Suisse                                    | Mapei-GB                                  | 10                                        |
| 8e                                        | Peter Luttenberger                        | Autriche                                  | Carrera Jeans                             | 8                                         |
| 9e                                        | Bo Hamburger                              | Danemark                                  | TVM-Farm Frites                           | 6                                         |
| 10e                                       | Luc Leblanc                               | France                                    | Polti                                     | 4                                         |
| modifier                                  |                                           |                                           |                                           |                                           |

| Montée des Arcs (km 199) 2e catégorie | Montée des Arcs (km 199) 2e catégorie | Montée des Arcs (km 199) 2e catégorie | Montée des Arcs (km 199) 2e catégorie | Montée des Arcs (km 199) 2e catégorie |
| ------------------------------------- | ------------------------------------- | ------------------------------------- | ------------------------------------- | ------------------------------------- |
|                                       | Coureur                               | Pays                                  | Équipe                                | Point(s)                              |
| 1er                                   | Luc Leblanc                           | France                                | Polti                                 | 30                                    |
| 2e                                    | Tony Rominger                         | Suisse                                | Mapei-GB                              | 26                                    |
| 3e                                    | Peter Luttenberger                    | Autriche                              | Carrera Jeans                         | 22                                    |
| 4e                                    | Richard Virenque                      | France                                | Festina-Lotus                         | 18                                    |
| 5e                                    | Laurent Dufaux                        | Suisse                                | Festina-Lotus                         | 14                                    |
| 6e                                    | Abraham Olano                         | Espagne                               | Mapei-GB                              | 12                                    |
| 7e                                    | Bjarne Riis                           | Danemark                              | Deutsche Telekom                      | 10                                    |
| 8e                                    | Fernando Escartin                     | Espagne                               | Kelme-Artiach                         | 8                                     |
| 9e                                    | Jan Ullrich                           | Allemagne                             | Deutsche Telekom                      | 6                                     |
| 10e                                   | Piotr Ugrumov                         | Lettonie                              | Roslotto-ZG Mobili                    | 4                                     |
| modifier                              |                                       |                                       |                                       |                                       |

## Classement de l'étape
| \| Classement de l'étape \| Classement de l'étape \| Classement de l'étape \| Classement de l'étape \| Classement de l'étape \| \| Coureur \| Coureur \| Pays \| Équipe \| Temps \| \| --------------------- \| --------------------- \| --------------------- \| --------------------- \| --------------------- \| \| 1er \| Luc Leblanc \| France \| Polti \| 5 h 47 min 22 s \| \| 2e \| Tony Rominger \| Suisse \| Mapei-GB \| + 47 s \| \| 3e \| Peter Luttenberger \| Autriche \| Carrera Jeans \| + 52 s \| \| 4e \| Richard Virenque \| France \| Festina-Lotus \| + 52 s \| \| 5e \| Laurent Dufaux \| Suisse \| Festina-Lotus \| + 52 s \| \| 6e \| Abraham Olano \| Espagne \| Mapei-GB \| + 52 s \| \| 7e \| Bjarne Riis \| Danemark \| Deutsche Telekom \| + 56 s \| \| 8e \| Fernando Escartín \| Espagne \| Kelme-Artiach \| + 56 s \| \| 9e \| Jan Ullrich \| Allemagne \| Deutsche Telekom \| + 56 s \| \| 10e \| Piotr Ugrumov \| Lettonie \| Roslotto-ZG Mobili \| + 56 s \| |                    |           |                    |                 |
| |                    |           |                    |                 |
| |                    |           |                    |                 |
| Classement de l'étape |                    |           |                    |                 |
| Coureur | Coureur            | Pays      | Équipe             | Temps           |
| 1er | Luc Leblanc        | France    | Polti              | 5 h 47 min 22 s |
| 2e | Tony Rominger      | Suisse    | Mapei-GB           | + 47 s          |
| 3e | Peter Luttenberger | Autriche  | Carrera Jeans      | + 52 s          |
| 4e | Richard Virenque   | France    | Festina-Lotus      | + 52 s          |
| 5e | Laurent Dufaux     | Suisse    | Festina-Lotus      | + 52 s          |
| 6e | Abraham Olano      | Espagne   | Mapei-GB           | + 52 s          |
| 7e | Bjarne Riis        | Danemark  | Deutsche Telekom   | + 56 s          |
| 8e | Fernando Escartín  | Espagne   | Kelme-Artiach      | + 56 s          |
| 9e | Jan Ullrich        | Allemagne | Deutsche Telekom   | + 56 s          |
| 10e | Piotr Ugrumov      | Lettonie  | Roslotto-ZG Mobili | + 56 s          |

## Classement général
| \| Classement général \| Classement général \| Classement général \| Classement général \| Classement général \| \| Coureur \| Coureur \| Pays \| Équipe \| Temps \| \| ------------------ \| ------------------ \| ------------------ \| ------------------ \| ------------------ \| \| 1er \| Evgueni Berzin \| Russie \| Gewiss-Playbus \| 40 h 47 min 53 s \| \| 2e \| Abraham Olano \| Espagne \| Mapei-GB \| + 0 s \| \| 3e \| Tony Rominger \| Suisse \| Mapei-GB \| + 7 s \| \| 4e \| Bjarne Riis \| Danemark \| Deutsche Telekom \| + 8 s \| \| 5e \| Jan Ullrich \| Allemagne \| Deutsche Telekom \| + 30 s \| \| 6e \| Richard Virenque \| France \| Festina-Lotus \| + 31 s \| \| 7e \| Laurent Dufaux \| Suisse \| Festina-Lotus \| + 37 s \| \| 8e \| Piotr Ugrumov \| Lettonie \| Roslotto-ZG Mobili \| + 40 s \| \| 9e \| Peter Luttenberger \| Autriche \| Carrera Jeans \| + 59 s \| \| 10e \| Fernando Escartín \| Espagne \| Kelme-Artiach \| + 1 min 02 s \| |                    |           |                    |                  |
| |                    |           |                    |                  |
| |                    |           |                    |                  |
| Classement général |                    |           |                    |                  |
| Coureur | Coureur            | Pays      | Équipe             | Temps            |
| 1er | Evgueni Berzin     | Russie    | Gewiss-Playbus     | 40 h 47 min 53 s |
| 2e | Abraham Olano      | Espagne   | Mapei-GB           | + 0 s            |
| 3e | Tony Rominger      | Suisse    | Mapei-GB           | + 7 s            |
| 4e | Bjarne Riis        | Danemark  | Deutsche Telekom   | + 8 s            |
| 5e | Jan Ullrich        | Allemagne | Deutsche Telekom   | + 30 s           |
| 6e | Richard Virenque   | France    | Festina-Lotus      | + 31 s           |
| 7e | Laurent Dufaux     | Suisse    | Festina-Lotus      | + 37 s           |
| 8e | Piotr Ugrumov      | Lettonie  | Roslotto-ZG Mobili | + 40 s           |
| 9e | Peter Luttenberger | Autriche  | Carrera Jeans      | + 59 s           |
| 10e | Fernando Escartín  | Espagne   | Kelme-Artiach      | + 1 min 02 s     |

## Classements annexes
| Classement par points | Classement par points | Classement par points | Classement par points        | Classement par points |
| Coureur               | Coureur               | Pays                  | Équipe                       | Points                |
| --------------------- | --------------------- | --------------------- | ---------------------------- | --------------------- |
| 1er                   | Frédéric Moncassin    | France                | Gan                          | 164 pts               |
| 2e                    | Erik Zabel            | Allemagne             | Deutsche Telekom             | 154 pts               |
| 3e                    | Jeroen Blijlevens     | Pays-Bas              | TVM-Farm Frites              | 121 pts               |
| 4e                    | Fabio Baldato         | Italie                | MG Boys Maglificio-Technogym | 115 pts               |
| 5e                    | Mario Traversoni      | Italie                | Carrera Jeans                | 111 pts               |

| Classement par points | Classement par points | Classement par points | Classement par points        | Classement par points |
| Coureur               | Coureur               | Pays                  | Équipe                       | Points                |
| --------------------- | --------------------- | --------------------- | ---------------------------- | --------------------- |
| 1er                   | Frédéric Moncassin    | France                | Gan                          | 164 pts               |
| 2e                    | Erik Zabel            | Allemagne             | Deutsche Telekom             | 154 pts               |
| 3e                    | Jeroen Blijlevens     | Pays-Bas              | TVM-Farm Frites              | 121 pts               |
| 4e                    | Fabio Baldato         | Italie                | MG Boys Maglificio-Technogym | 115 pts               |
| 5e                    | Mario Traversoni      | Italie                | Carrera Jeans                | 111 pts               |

| Classement de la montagne | Classement de la montagne | Classement de la montagne | Classement de la montagne | Classement de la montagne |
| Coureur                   | Coureur                   | Pays                      | Équipe                    | Points                    |
| ------------------------- | ------------------------- | ------------------------- | ------------------------- | ------------------------- |
| 1er                       | Richard Virenque          | France                    | Festina-Lotus             | 101 pts                   |
| 2e                        | Tony Rominger             | Suisse                    | Mapei-GB                  | 63 pts                    |
| 3e                        | Laurent Dufaux            | Suisse                    | Festina-Lotus             | 59 pts                    |
| 4e                        | Luc Leblanc               | France                    | Polti                     | 50 pts                    |
| 5e                        | Miguel Indurain           | Espagne                   | Banesto                   | 49 pts                    |

| Classement de la montagne | Classement de la montagne | Classement de la montagne | Classement de la montagne | Classement de la montagne |
| Coureur                   | Coureur                   | Pays                      | Équipe                    | Points                    |
| ------------------------- | ------------------------- | ------------------------- | ------------------------- | ------------------------- |
| 1er                       | Richard Virenque          | France                    | Festina-Lotus             | 101 pts                   |
| 2e                        | Tony Rominger             | Suisse                    | Mapei-GB                  | 63 pts                    |
| 3e                        | Laurent Dufaux            | Suisse                    | Festina-Lotus             | 59 pts                    |
| 4e                        | Luc Leblanc               | France                    | Polti                     | 50 pts                    |
| 5e                        | Miguel Indurain           | Espagne                   | Banesto                   | 49 pts                    |

| Classement du meilleur jeune | Classement du meilleur jeune | Classement du meilleur jeune | Classement du meilleur jeune | Classement du meilleur jeune |
| Coureur                      | Coureur                      | Pays                         | Équipe                       | Temps                        |
| ---------------------------- | ---------------------------- | ---------------------------- | ---------------------------- | ---------------------------- |
| 1er                          | Jan Ullrich                  | Allemagne                    | Deutsche Telekom             | 40 h 48 min 23 s             |
| 2e                           | Peter Luttenberger           | Autriche                     | Carrera Jeans                | + 29 s                       |
| 3e                           | Leonardo Piepoli             | Italie                       | Refin-Mobilvetta             | + 3 min 34 s                 |
| 4e                           | Manuel Fernández Ginés       | Espagne                      | Mapei-GB                     | + 5 min 21 s                 |
| 5e                           | Michael Boogerd              | Pays-Bas                     | Rabobank                     | + 10 min 24 s                |

| Classement du meilleur jeune | Classement du meilleur jeune | Classement du meilleur jeune | Classement du meilleur jeune | Classement du meilleur jeune |
| Coureur                      | Coureur                      | Pays                         | Équipe                       | Temps                        |
| ---------------------------- | ---------------------------- | ---------------------------- | ---------------------------- | ---------------------------- |
| 1er                          | Jan Ullrich                  | Allemagne                    | Deutsche Telekom             | 40 h 48 min 23 s             |
| 2e                           | Peter Luttenberger           | Autriche                     | Carrera Jeans                | + 29 s                       |
| 3e                           | Leonardo Piepoli             | Italie                       | Refin-Mobilvetta             | + 3 min 34 s                 |
| 4e                           | Manuel Fernández Ginés       | Espagne                      | Mapei-GB                     | + 5 min 21 s                 |
| 5e                           | Michael Boogerd              | Pays-Bas                     | Rabobank                     | + 10 min 24 s                |

| Classement par équipes | Classement par équipes | Classement par équipes | Classement par équipes |
| Équipe                 | Équipe                 | Pays                   | Temps                  |
| ---------------------- | ---------------------- | ---------------------- | ---------------------- |
| 1re                    | Mapei-GB               | Italie                 | 122 h 28 min 45 s      |
| 2e                     | Deutsche Telekom       | Allemagne              | + 28 s                 |
| 3e                     | Rabobank               | Pays-Bas               | + 12 min 10 s          |
| 4e                     | ONCE                   | Espagne                | + 12 min 27 s          |
| 5e                     | Festina-Lotus          | France                 | + 13 min 09 s          |

| Classement par équipes | Classement par équipes | Classement par équipes | Classement par équipes |
| Équipe                 | Équipe                 | Pays                   | Temps                  |
| ---------------------- | ---------------------- | ---------------------- | ---------------------- |
| 1re                    | Mapei-GB               | Italie                 | 122 h 28 min 45 s      |
| 2e                     | Deutsche Telekom       | Allemagne              | + 28 s                 |
| 3e                     | Rabobank               | Pays-Bas               | + 12 min 10 s          |
| 4e                     | ONCE                   | Espagne                | + 12 min 27 s          |
| 5e                     | Festina-Lotus          | France                 | + 13 min 09 s          |